# National Basketball League of Canada 2018-2019
La stagione NBL Canada 2018-2019 fu l'ottava della National Basketball League of Canada. Parteciparono 10 squadre divise in due gironi. Rispetto alla stagione precedente i Niagara River Lions si spostarono nella CEBL e si aggiunsero i Sudbury Five.

## Squadre partecipanti
- Cape Breton High.s
- Halifax Hurricanes
- Island Storm
- KW Titans
- London Lightning
- Moncton Magic
- St. John Riptide
- St. John's Edge
- Sudbury Five
- Windsor Express

## Classifiche

### Atlantic division
| Squadra                 | V  | P  | PCT  | GB |
| ----------------------- | -- | -- | ---- | -- |
| Moncton Magic           | 27 | 13 | 67,5 | -  |
| Halifax Hurricanes      | 25 | 15 | 62,5 | 2  |
| Cape Breton Highlanders | 19 | 21 | 47,5 | 8  |
| Saint John Riptide      | 17 | 23 | 42,5 | 10 |
| Island Storm            | 12 | 28 | 30,0 | 15 |

### Central division
| Squadra                   | V  | P  | PCT  | GB |
| ------------------------- | -- | -- | ---- | -- |
| London Lightning          | 22 | 18 | 55,0 | -  |
| St. John's Edge           | 21 | 19 | 52,5 | 1  |
| Sudbury Five              | 21 | 19 | 52,5 | 1  |
| Kitchener-Waterloo Titans | 19 | 21 | 47,5 | 3  |
| Windsor Express           | 17 | 23 | 42,5 | 5  |

### Tabellone
|  | Semifinali di division | Semifinali di division | Semifinali di division |                    |         | Finali di division | Finali di division | Finali di division |  |  | Finale NBL Canada | Finale NBL Canada | Finale NBL Canada |  |
|  |                        |                        |                        |                    |         |                    |                    |                    |  |  |                   |                   |                   |  |
|  | 1a                     | Moncton                | 3                      |                    |         |                    |                    |                    |  |  |                   |                   |                   |  |
|  | 1a                     | Moncton                | 3                      |                    |         |                    |                    |                    |  |  |                   |                   |                   |  |
|  | 4a                     | Saint John             | 0                      |                    |         |                    |                    |                    |  |  |                   |                   |                   |  |
|  | 4a                     | Saint John             | 0                      |                    | 1a      | Moncton            | 4                  |                    |  |  |                   |                   |                   |  |
|  |                        |                        |                        |                    | 1a      | Moncton            | 4                  |                    |  |  |                   |                   |                   |  |
|  |                        |                        | 2a                     | Halifax            | 3       |                    |                    |                    |  |  |                   |                   |                   |  |
|  | 3a                     | Cape Breton            | 2a                     | Halifax            | 3       | 2                  |                    |                    |  |  |                   |                   |                   |  |
|  | 3a                     | Cape Breton            |                        |                    |         |                    |                    |                    |  |  |                   |                   |                   |  |
|  | 2a                     | Halifax                | 3                      |                    |         |                    |                    |                    |  |  |                   |                   |                   |  |
|  | 2a                     | Halifax                | 3                      |                    | Moncton | Moncton            | 4                  |                    |  |  |                   |                   |                   |  |
|  |                        |                        |                        |                    |         |                    |                    |                    |  |  |                   |                   |                   |  |
|  |                        |                        | St. John's             | St. John's         | 0       |                    |                    |                    |  |  |                   |                   |                   |  |
|  | 2c                     | St. John's             | St. John's             | St. John's         | 0       | 3                  |                    |                    |  |  |                   |                   |                   |  |
|  | 2c                     | St. John's             |                        |                    |         |                    |                    |                    |  |  |                   |                   |                   |  |
|  | 3c                     | Sudbury                | 2                      |                    |         |                    |                    |                    |  |  |                   |                   |                   |  |
|  | 3c                     | Sudbury                | 2                      |                    | 2c      | St. John's         | 4                  |                    |  |  |                   |                   |                   |  |
|  |                        |                        |                        |                    | 2c      | St. John's         | 4                  |                    |  |  |                   |                   |                   |  |
|  |                        |                        | 4c                     | Kitchener-Waterloo | 2       |                    |                    |                    |  |  |                   |                   |                   |  |
|  | 4c                     | Kitchener-Waterloo     | 4c                     | Kitchener-Waterloo | 2       | 3                  |                    |                    |  |  |                   |                   |                   |  |
|  | 4c                     | Kitchener-Waterloo     |                        |                    |         |                    |                    |                    |  |  |                   |                   |                   |  |
|  | 1c                     | London                 | 2                      |                    |         |                    |                    |                    |  |  |                   |                   |                   |  |

## Vincitore
| Campione NBL Canada 2019  |
| ------------------------- |
| Moncton Magic (1º titolo) |

## Statistiche
| Categoria             | Giocatore         | Squadra            | Stat |
| --------------------- | ----------------- | ------------------ | ---- |
| Punti per gara        | Braylon Rayson    | Sudbury Five       | 25,0 |
| Rimbalzi per gara     | Bryce Washington  | Saint John Riptide | 11,3 |
| Assist per gara       | Cliff Clinkscales | Halifax Hurricanes | 6,8  |
| Palle rubate per gara | Jaylen Bland      | Sudbury Five       | 4,5  |
| Stoppate per gara     | Ty Walker         | Windsor Express    | 2,2  |

## Premi NBL Canada
- NBL Canada Most Valuable Player: Braylon Rayson, Sudbury Five
- NBL Canada Coach of the Year: Joe Salerno, Moncton Magic
- NBL Canada Defensive Player of the Year: Rhamel Brown, Halifax Hurricanes
- NBL Canada Sixth Man of the Year: Jamal Reynolds, Cape Breton Highlanders
- NBL Canada Newcomer of the Year: Jaylen Bland, Sudbury Five
- NBL Canada Rookie of the Year: Frank Bartley, Saint John Riptide
- NBL Canada Canadian Player of the Year: Guillaume Boucard, Island Storm
- NBL Canada Most Improved Player of the Year: Junior Cadougan, St. John's Edge